# ديف غودفري
ديف غودفري هو كاتب كندي، ولد في 9 أغسطس 1938 في وينيبيغ في كندا، وتوفي في 21 يونيو 2015.